# Pristimera andongensis
Pristimera andongensis är en benvedsväxtart som först beskrevs av Friedrich Welwitsch och Daniel Oliver, och fick sitt nu gällande namn av N. Hallé. Pristimera andongensis ingår i släktet Pristimera och familjen Celastraceae.

## Underarter
Arten delas in i följande underarter:
- P. a. cinerascens
- P. a. volkensii